# Sabine Jansen
Sabine Marie Jansen (* 15. März 1957 in Berlin) ist eine deutsche Politikerin der Sozialdemokratischen Partei Deutschlands (SPD). Sie war von 2020 bis 2025 Abgeordnete der Hamburgischen Bürgerschaft.

## Leben
Jansen ist als Gesundheits- und Krankenpflegerin in Hamburg tätig. Ihr gelang bei der Bürgerschaftswahl in Hamburg 2020 der Einzug als Abgeordnete durch ein Direktmandat im Wahlkreis Lokstedt – Niendorf – Schnelsen in die Hamburgische Bürgerschaft. Bei der Bürgerschaftswahl 2025 kandidierte sie nicht erneut. Jansen ist verheiratet und hat zwei Kinder.